# 狗留孫峡
狗留孫峡（くるそんきょう）は、宮崎県えびの市を流れる川内川上流部にある約10 kmの峡谷。クルソン峡と表示することが多い。
その源流は熊本県の白髪岳にある。基盤岩の四万十層を侵食し、断崖は100m以上、岩峰や巨石が所々に見られ、溶結凝灰岩が分布する。原生林で覆われ、ヤマメやオオサンショウウオなどの動物が生息する。キャンプ場の施設もあり、バイクでツーリングする姿も見られる。谷の奥には栄西が熊野三所権現を勧請して建立した、日本で2番目に古い禅寺「端山（はやま）寺」跡もある。地元では親しみを込めて「オクロソン（オクルソン）」とも呼ぶ。

## 伝説

### 拘留孫仏誕生窟
過去七仏の一人「拘留孫」が生まれたとされる場所。1,300年前から修行者の姿があったと伝えられる。

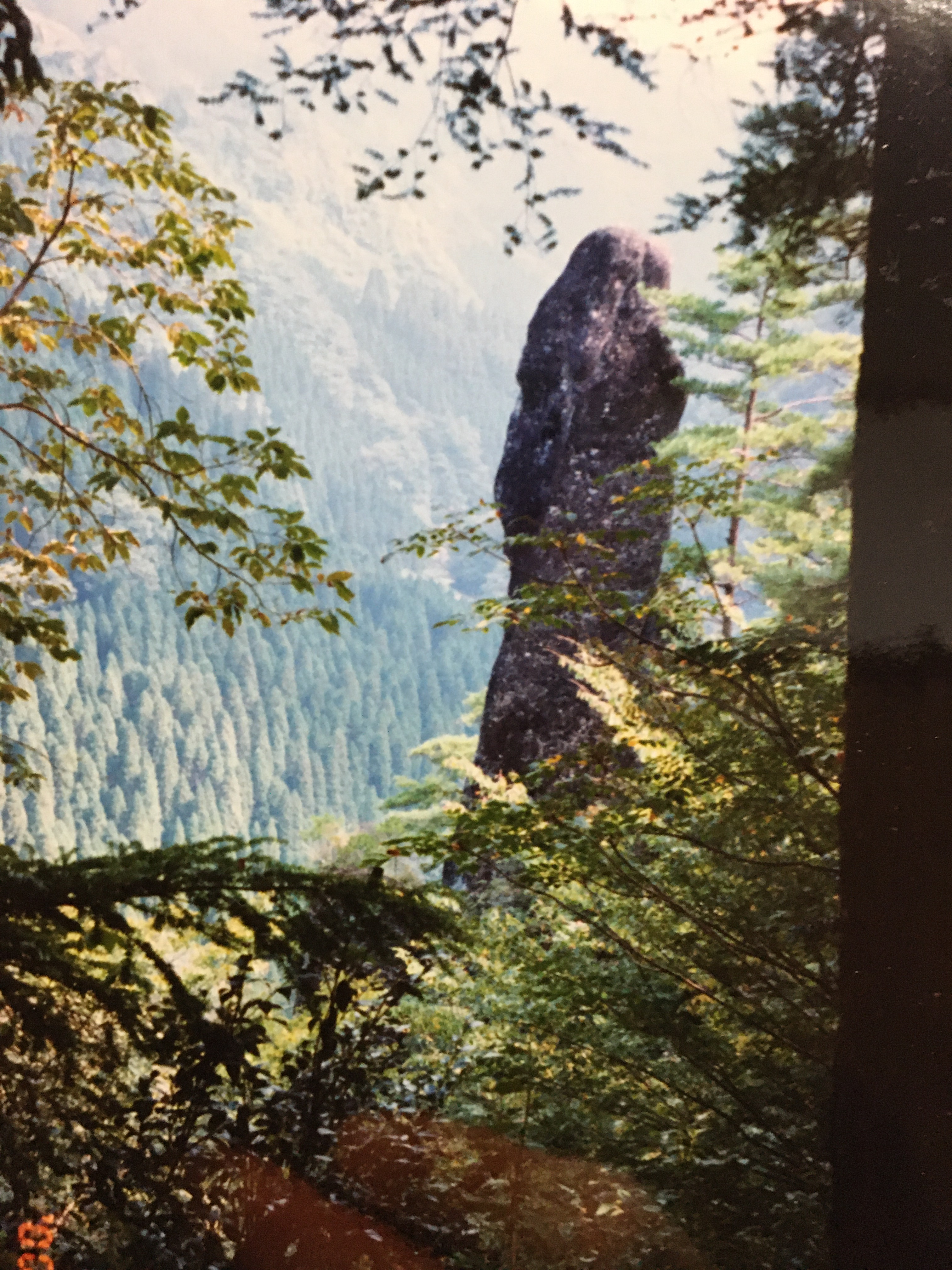
石卒塔婆（狗留孫岩）

### 石卒塔婆（狗留孫岩）
ここには八大龍王の中の2龍王、健磐（たていわ）と娑伽羅（しゃがら）が住んでいた。ある日のこと、健磐龍王は拘留孫仏に願って高さ十五尋（約二十二・七、または二十七・三メートル）、周囲二メートルほどある石卒塔婆を山中に建てた。大変喜んだ娑伽羅龍王は観音菩薩にお願いして、高さも周りも同じの石卒塔婆を建てた。拘留孫仏が立てた石卒塔婆には大般若経が書かれ、観音菩薩が建てた方は観音石と呼ばれて法華経が書かれていた。ところがあるとき巡礼がきて何か悪口をいったのか娑伽羅が怒り、観音石は三つに折れて飛んだ。その一つが芋場畑に落下したので、それを祝ったのが立石権現（立石神社）とされる。
拘留孫岩はずいぶん昔から有名だったとみえ、神武天皇も見物に行かれた。そのとき「暫しこそ端山繁山茂けれども　神路の奥に道あるものを」という和歌をお読みになられたという。

## 歴史

### 拘留孫神社
建久2年(1191)、臨済宗の開祖と仰がれる栄西禅師が、虚庵懐敞より臨済宗黄龍派の嗣法の印可を受けて「明菴」の号を授かった。同年7月、中国から帰朝して長崎の平戸に着いたが、禅師がまだ中国の医王山にいたころ「日本に帰ったら飯野の狗留孫岩にお参りせよ」という観音様のお告げがあったので、帰朝すると早速お詣りされた。
栄西禅師は建久2年8月に肥前高木郡に日本最初の禅寺宝月山福慧光寺を建立し、次に日向国白髪岳、つまり狗留孫岩のあるえびの市大河平にクルソン権現社（後の多宝院端山寺で、現在の羽山積神社）と天狗の宮（金毘羅社）を建立された。そのためクルソン権現社は日本で二番目に古い禅寺とされる。
栄西禅師がはじめて狗留孫岩を参拝に訪れたとき、クルソン権現社の南方にある岩穴で讃岐の金毘羅さんの化身と会われた。それを記念し「天狗の宮」を建立された。「天狗の宮」は天狗がそこに住んでいると考えられていたため、女人禁制で、男子でも午後4時以降の参拝は禁ぜられていた。

### 狗留孫山多宝院端山寺と里坊
狗留孫神社は栄西禅師亡き後、久しく荒廃していたが、応永二十年(1413)に尊海上人が真言宗に改めて狗留孫山多宝院端山寺を興した。端山寺のご神体は「阿弥陀」「薬師」「観音」の三尊で、栄西禅師が熊野権現を勧請されたものと言われている。なお、端山祇命はこれらの化身と考えられていたため、仏像をご神体にしても何ら不審を抱かれなかった。

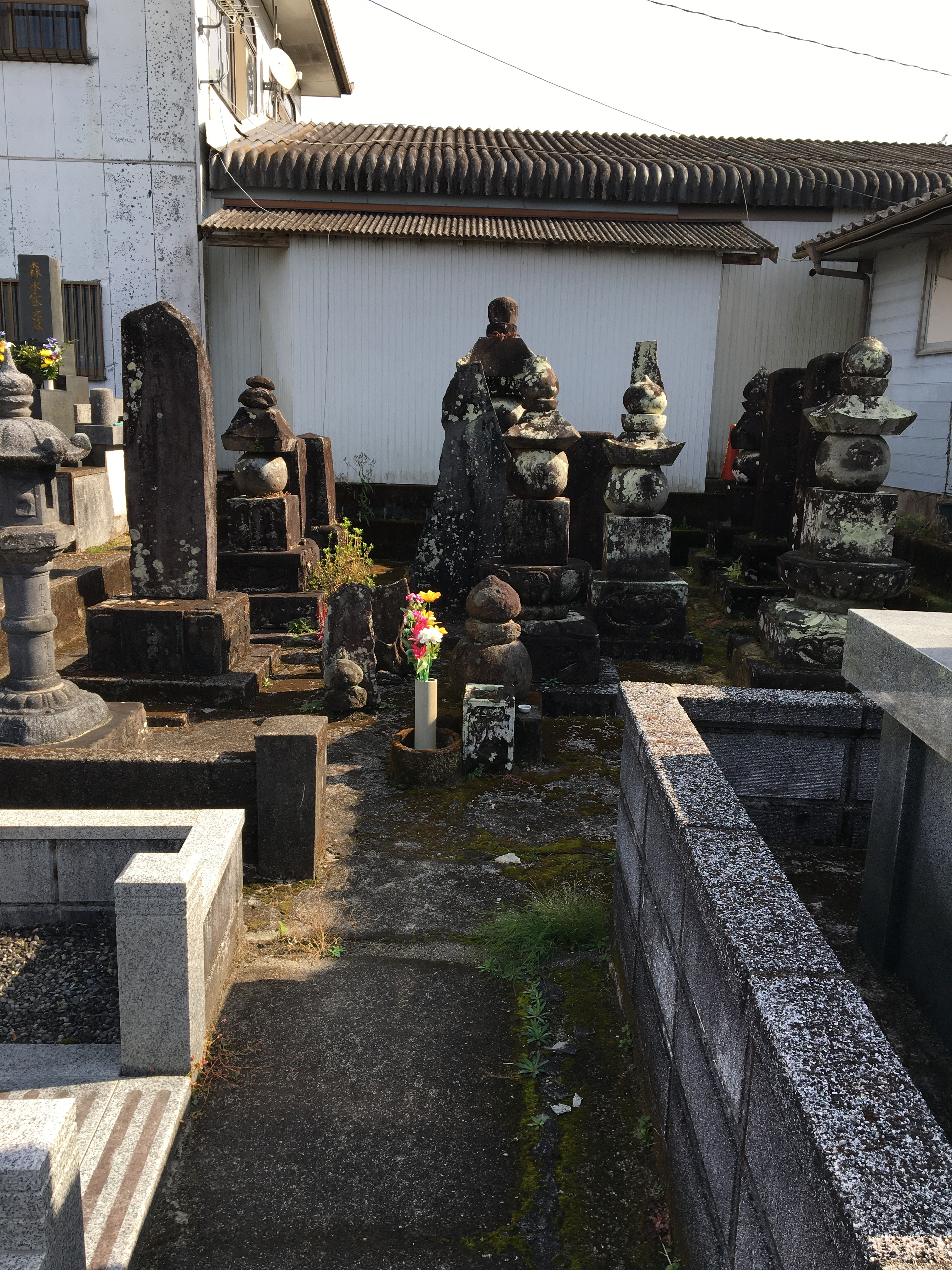
杉水流佐山の住職群墓地

栄西禅師が開山し、尊海が二世、三世が海印、四世・光意、五世・海存、六世・勢海、七世・珍海、八世・盛興と伝えられる。いつの頃からか山上にある端山寺には寺番を置いて、杉水流佐山に里坊と釈迦堂を建て座主が移り住んだ。里坊とは山寺の僧などが人里に構える僧坊（住居）のことで、いまも里坊跡から南に200ｍほどのところにある同寺の住職群墓地には九世・頼盛以下の墓碑が並んでいる。

### 狗留孫山多宝院端山寺と里坊の廃寺
幕末の頃、飯野村は島津領内にあった。その頃、思想的には平田篤胤の神道思想が盛んとなり、政治的には王政復古の胎動が激しくなった。そのため島津藩は強制的な廃仏毀釈に突き進むことになり、明治元年(1867年)3月17日付で政府の神祇事務局から僧形の別当や社僧の還俗令が発せられ、狗留孫権現社は「阿弥陀」「薬師」「観音」を「神鏡」に変えた。同時に鰐口、梵鐘そのほかの仏具を取り除くよう指令され、端山寺に数百年も吊るされていた寛正4年(1463)の鰐口も廃棄のやむなきに至った。その後も廃仏毀釈の弾圧が続き、明治三年(1870)には端山寺、里坊とも廃寺となった。

### 羽山積神社
明治八年(1875)、狗留孫山多宝院端山寺は羽山積神社に改名され、現在も山中の神社として慕われている。